# Lin Weining
Lin Weining (chiń. 林伟宁 ur. 15 marca 1979) – chińska sztangistka. Złota medalistka olimpijska z Sydney.
Zawody w 2000 były jej jedynymi igrzyskami olimpijskimi. Po medal sięgnęła w kategorii wagowej do 69 kilogramów, z wynikiem 242,5 kilograma kilogramów.